# 体心立方格子構造

体心立方格子構造の模式図

体心立方格子構造（たいしんりっぽうこうしこうぞう、body-centered cubic, bcc）とは、結晶構造の一種。立方体形の単位格子の各頂点と中心に原子が位置する。

## 概要
- 充填率 : 68%（{\displaystyle ={{\sqrt {3}} \over 8}{\pi }}、 最充填ではない）
- 近接する原子の数（配位数） : 8個
- 第二近接原子数 : 6個
- 単位格子中の原子の数 : 2個（{\displaystyle ={1 \over 8}{\times }8+1}）
- アルカリ金属にこの構造をもつものが多い

## 常温で体心立方格子構造をもつ元素
- リチウム(Li)
- ナトリウム(Na)
- カリウム(K)
- バナジウム(V)
- クロム(Cr)
- 鉄(Fe)
- ルビジウム(Rb)
- ニオブ(Nb)
- モリブデン(Mo)
- セシウム(Cs)
- バリウム(Ba)
- タンタル(Ta)
- タングステン(W)
- ユウロピウム(Eu)